# Crixás do Tocantins
Crixás do Tocantins är en kommun i Brasilien.   Den ligger i delstaten Tocantins, i den centrala delen av landet, 500 km norr om huvudstaden Brasília. Antalet invånare är 1 566.
Omgivningarna runt Crixás do Tocantins är huvudsakligen savann. Runt Crixás do Tocantins är det mycket glesbefolkat, med 3 invånare per kvadratkilometer.